# 국제 소프트볼 연맹
국제 소프트볼 연맹(國際소프트볼聯盟, International Softball Federation, ISF)은 1952년에 설립된 세계 각국의 소프트볼 협회가 가맹하고 있는 소프트볼 국제 단체이다. 2013년 국제 야구 연맹과 합쳐 세계 야구 소프트볼 총연맹으로 출범하였다.
국제 소프트볼 연맹에는 개국이 가맹하고 있다. 그리고 대륙별로도 연맹이 조직되어 있어 있으며, 다음과 같이 소속되어 있다.

## 같이 보기
- 세계 야구 소프트볼 연맹